# Cacowards
Los Cacowards son una ceremonia anual de premiaciones en línea que rinde homenaje a las "Doom WAD" más destacadas del año, modificaciones de videojuego del videojuego de disparos en primera persona Doom de 1993. Dichos mods pueden ser niveles individuales, paquetes de niveles o "conversiones totales" que presentan un videojuego que difiere significativamente del Doom tradicional.
Desde 2004, los Cacowards se han alojado en doomworld.com, un fansite de Doom.

## Historia
En 2003, Doomworld celebró el décimo aniversario del videojuego Doom original con "10 Years of Doom", una serie de artículos y reseñas escritos por Mike "Cyb" Watson y Andrew "Linguica" Stine discutiendo la historia y el legado de la comunidad de creadores de mods de Doom a través de la década pasada. El evento continuó en 2004 como Cacowards, con un énfasis en discutir las contribuciones más notables del año a la comunidad de mods de Doom. El nombre de Cacowards proviene del monstruo "Cacodemon" del videojuego Doom original, cuya imagen está presente en el diseño del premio.

## Categorías
La categoría principal de los Cacowards es el Top Ten, que analiza diez de los Doom WADs más notables del año.
- Premios multijugador: Otorgado a ejemplares WAD orientados al multijugador.
- Premios modo de jugabilidad: Otorgado a mods de alta calidad que modifican o transforman la jugabilidad base de Doom, como agregar o alterar armas y enemigos.
- Mockaward: Otorgado a la "mejor WAD de comedia del año": dichos WAD a menudo se diseñan con intención humorística, con un enfoque disminuido hacia el equilibrio del juego y su longevidad. La categoría Mockaward se suspendió en 2017.[2]
- Premio Mordeth: Otorgado al proyecto lanzado del año con el mayor tiempo de desarrollo. El nombre de la categoría hace referencia a Mordeth, un mod de conversión total para Doom que ha estado en desarrollo desde 1997.[3]
- Peor WAD: Otorgado a WADs de calidad excepcionalmente baja. La categoría Peor WAD fue descontinuada en 2011, debido a las preocupaciones de que la categoría recompensara a los usuarios por contenido de bajo esfuerzo.[4]

## Legado
Los Cacowards han sido elogiados críticamente como un recurso para modificaciones de Doom de alta calidad. Comentando sobre el evento, PC Gamer declaró: «Si quieres una ruta directa a los mejores mapas y mods de Doom, el lugar al que debes ir es los Cacowards». Rock, Paper, Shotgun compartió un sentimiento similar, comentando que los Cacowards son «a menudo un indicador útil hacia cosas nuevas buenas y divertidas». Numerosos ganadores de premios han recibido elogios adicionales de periodistas que brindan cobertura de los Cacowards, quienes a menudo reseñan los aspectos más destacados de la ceremonia de ese año.